# マルヤ＝リーサ・キルヴェスニエミ
マルヤ＝リーサ・キルヴェスニエミ（フィンランド語: Marja-Liisa Kirvesniemi、旧姓：ハマライネン (Hämäläinen)、1955年9月10日 - ）は、フィンランド、キュミ州シンペレ（現在の南カルヤラ県ラウトヤルヴィの一部）出身の元クロスカントリースキー選手。1970年代から1990年代に活躍し、冬季オリンピックで3個の金メダルを獲得した。夫は同じくクロスカントリースキーのオリンピックメダリストであるハッリ・キルヴェスニエミ。

## プロフィール
1976年インスブルックオリンピックに20歳で代表に選ばれ、10kmで22位となった。自国開催の1978年ノルディックスキー世界選手権（ラハティ）では10km23位、20km16位、リレーではタイナ・インピエ、ヒルッカ・リーヒブオリ、ヘレナ・タカロとともに金メダルを獲得した。
1980年、自身2度目のオリンピックとなるレークプラシッドオリンピックでは5km19位、10km18位、リレー5位、1982年ノルディックスキー世界選手権で、10km11位、5kmと20kmで17位、リレー4位の成績を残した。1982年-1983年シーズンのクロスカントリースキー・ワールドカップで総合優勝。
1984年のサラエボオリンピックで5km、10 km、20kmの個人3種目すべて優勝、リレーで銅メダルを獲得した。オリンピック後ナショナルチームの同僚でもあるハッリ・キルヴェスニエミと結婚、後に2女をもうけた。
1983年-1984年シーズンのワールドカップでは総合2連覇を達成した。
1985年ノルディックスキー世界選手権では銀メダル2個、1988年カルガリーオリンピックでは銅メダル3個を獲得した。
11年ぶりの自国開催である1989年ノルディックスキー世界選手権では10kmクラシカルとリレーで金メダルを獲得、15kmでは銀メダルを獲得した。30kmでは8位だった。
この年はホルメンコーレンスキー大会の20kmで優勝、ホルメンコーレン・メダルを受章した。後に夫のハッリも同メダルを受章し史上3組目の夫婦受章者となった。
1991年ノルディックスキー世界選手権5kmで銀メダルを獲得、リレーは4位に終わった。
1992年のアルベールビルオリンピックでは5km31位、15km6位、リレー4位とメダルに届かなかった。
1993年ノルディックスキー世界選手権15kmで銀メダル、オリンピックと世界選手権合わせて通算15個目のメダルを獲得した。
38歳で迎えた自身6度目の1994年リレハンメルオリンピックでは5kmと30kmで銅メダルを獲得。このシーズンを最後に現役を引退した。
クロスカントリースキー・ワールドカップ通算11勝（2位10回、3位4回）総合優勝2回、総合3位1回。フィンランド選手権では30個のタイトル、46個のメダルを獲得している。
1984年にフィンランド最優秀スポーツ選手賞、1985年と1989年にフィンランド最優秀女性スポーツ選手賞をそれぞれ受賞した。
2006年にはフィンランド文部省からプロスポーツ賞の表彰を受けた。